# 巴列西略
巴列西略，是西班牙卡斯蒂利亚-莱昂莱昂省的一个市镇。 总面积23平方公里，2001年普查人口總數為144人，人口密度為每平方公里6人。